# 邵元沖
邵 元沖（しょう げんちゅう）は清末・中華民国の政治家。初名は驥。字は翼如。中国同盟会以来の革命派の人士で、後に中国国民党の要人となる。

## 事跡
13歳で秀才となり、1906年（光緒32年）に杭州浙江高等学堂に入学、抜貢となった。翌年には法官（裁判官）として採用されて江蘇省鎮江地方審判庁庭長に就任した。この時期に中国同盟会に加入している。1911年（宣統3年）に訪日し孫文と対面している。
中華民国成立後に帰国し、上海で『民国新聞』の総編輯となった。1913年（民国2年）、第二革命が勃発し、邵元沖も参加したが、失敗に終わり日本へ亡命した。1914年（民国3年）、中華革命党に加入し、雑誌『民国』の編集に従事した。
1917年（民国6年）9月、広州大元帥府機要秘書となり、秘書長代行の職務を務めた。1919年（民国8年）冬、アメリカに留学し、ウィスコンシン大学、コロンビア大学で学んだ。1924年（民国13年）1月、中国国民党第1期候補中央委員に選ばれ、まもなく中央委員に選ばれた。その後、中央常務委員会委員、政治委員会委員、粤軍総司令秘書長、黄埔軍官学校政治教官（代理政治部主任）、法制委員会委員などを務めた。同年冬、孫文に随従して北京に向かい、行営機要主任秘書兼北京『民国日報』社社長となった。
孫文死後は、西山会議派に加入し、その中央執行委員に選出されている。1926年（民国15年）5月、国民党中央青年部部長となった。翌年5月、浙江省省務委員会委員兼杭州市長に任じられた。1928年（民国17年）4月、上海で『建国』雑誌を創刊し、11月、立法委員に選出された。その後も各職を歴任し、1931年（民国20年）3月、立法院副院長（一時、代理立法院長）となった。12月、副院長を辞任し、その後も国民党中央委員などを歴任している。
1936年（民国25年）12月、西安を訪問していた蔣介石の電文に応じて、邵元沖も西安に赴いた。しかし同月12日、西安事変に巻き込まれて邵は張学良・楊虎城の部下の発砲を受け負傷、14日に死亡した。享年47。